# Danganronpa Another Episode: Ultra Despair Girls
Danganronpa Another Episode: Ultra Despair Girls, i Japan känt som Zettai Zetsubō Shōjo: Danganronpa: Another Episode (絶対絶望少女 ダンガンロンパ Another Episode?), är ett action-äventyrsspel som utvecklades och gavs ut av Spike Chunsoft till Playstation Vita i Japan den 25 september 2014. NIS America gav ut det den 1 september 2015 i Nordamerika och den 4 september samma år i Europa, med engelsk text och både japanska och engelska röster.
Spelet är en spinoff från Danganronpa-serien, och utspelar sig mellan Danganronpa: Trigger Happy Havoc och Danganronpa 2: Goodbye Despair. Huvudpersonerna är två flickor vid namn Komaru Naegi och Toko Fukawa; Toko är en figur från Trigger Happy Havoc, och Komaru är syster till Trigger Happy Havocs huvudperson Makoto.

## Utveckling
Ultra Despair Girls tillkännagavs för första gången på en Sony-presskonferens den 9 september 2013, med en trailer som antydde att även Danganronpa 3 planerades.
Spelet producerades av Yoshinori Terasawa, medan Kazutaka Kodaka var dess manusförfattare och Shun Sasaki var dess regissör. Spelets 2D-animerade cutscenes producerades på Lerche och regisserades av Seiji Kishi.

## Lansering
Spelet gavs ut till Playstation Vita den 25 september 2014 i Japan av Spike Chunsoft, och planeras ges ut den 1 september 2015 i Nordamerika och den 4 september samma år i Europa av NIS America.[uppföljning saknas] Den europeiska och nordamerikanska versionen innehåller engelsk text och både japanska och engelska röster.
En limited edition av spelet gjordes tillgänglig i Europa och Nordamerika. Den innehåller ett exemplar av spelet, en 32-sidig art book, en soundtrack-CD med 15 låtar, merchandise baserat på figurer i spelet, och en låda att förvara sakerna i.

## Mottagande
| Mottagande      | Mottagande          |
| Samlingsbetyg   | Samlingsbetyg       |
| Tjänst          | Betyg               |
| --------------- | ------------------- |
| Gamerankings    | 76,89%              |
| Metacritic      | 72/100              |
| Recensionsbetyg |                     |
| Publikation     | Betyg               |
| Famitsu         | 35/40 (10, 8, 9, 8) |
| Game Informer   | 5,5/10              |
| Gamespot        | 7/10                |
| Hardcore Gamer  | 4/5                 |
| Metro           | 5/10                |

Speltidningen Famitsu gav Ultra Despair Girls betyget 35/40, med delbetygen 10, 8, 9 och 8.

### Försäljning
Spelet såldes i 70 596 exemplar i Japan under sin debutvecka, och var under den perioden det tredje bäst säljande spelet i Japan, efter The Legend of Heroes: Trails of Cold Steel och Super Smash Bros. for Nintendo 3DS. Under sin andra vecka sjönk spelet till femte plats med 15 334 sålda exemplar, under sin tredje till åttonde plats med 7 184 exemplar, under sin fjärde till elfte plats med 3 283 exemplar, och under sin femte till tjugonde plats med 2 132 exemplar. Vid slutet av 2014 var spelet årets 82:e bäst säljande datorspel i Japan, med 89 937 sålda exemplar.